# Estação Miaoli
Miaoli (chinês: 苗栗, pinyin: Miáolì) é uma estação ferroviária no condado de Miaoli, Taiwan, que é servida pela ferrovia de alta velocidade de Taiwan.
A construção da estação começou em 28 de janeiro de 2013 e foi aberta em 1º de dezembro de 2015.